# Droga olbrzymów (film)
Droga olbrzymów (ang. The Big Trail) – amerykański western z 1930 roku z Johnem Wayne’em w roli przywódcy osadników udających się na kolonizację Dzikiego Zachodu. Film był jednym z pierwszych, w których John Wayne grał główną rolę. Został zrealizowany w erze Pre-Code.